# Taylor Barnard

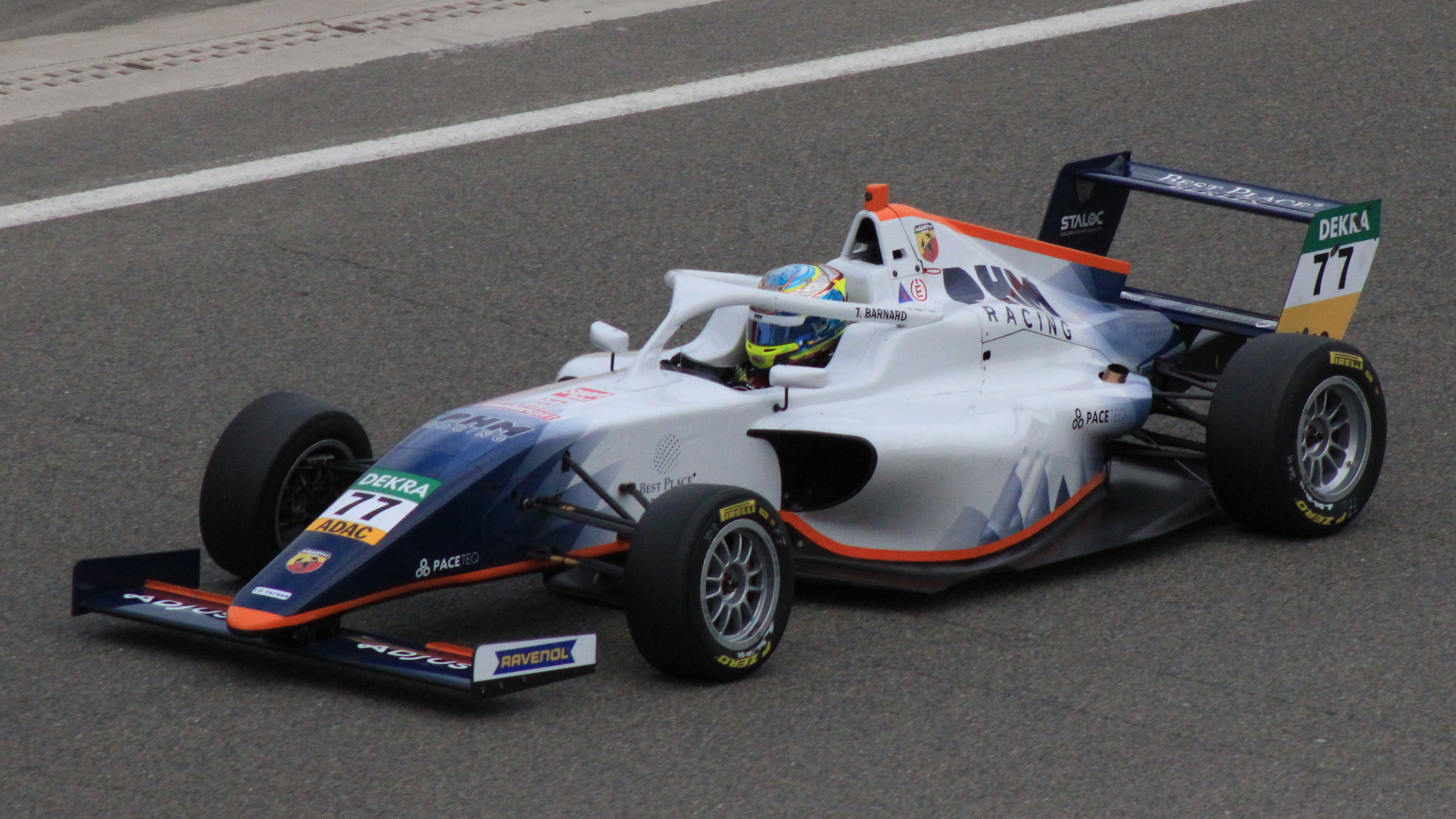
Taylor Barnard op het Circuit de Spa-Francorchamps in 2022.

Taylor Barnard (Norwich, 1 juni 2004) is een Brits autocoureur.

## Carrière

### Karting
Barnard begon zijn autosportcarrière in het karting in 2012 bij de Trent Valley Kart Club. In 2015 en 2017 werd hij kampioen in de Kartmasters British Grand Prix. Daarnaast won hij in 2017 ook het Super 1 National Championship en de IAME Cadet-klasse van de LGM Series.
In 2018 ging Barnard in Europese kampioenschappen rijden en won hij de OK Junior-klasse van de WSK Final Cup. In 2019 kreeg hij steun van Formule 1-wereldkampioen Nico Rosberg en stapte hij over naar de OK Senior-categorie. Hij won dat jaar de WSK Champions Cup en werd respectievelijk tweede en vierde in het wereld- en Europees kampioenschap. In 2020 eindigde hij wederom als tweede in het WK, maar behaalde hij wel de zege in zowel de WSK Champions Cup als de WSK Open Cup.

### Formule 4
Gedurende het seizoen 2020 debuteerde Barnard in het formuleracing en kwam hij uit in het Italiaans Formule 4-kampioenschap bij het team AKM Motorsport. Hij behaalde twee kampioenschapspunten met een negende plaats op het Autodromo Nazionale Monza, waardoor hij 26e werd. In 2021 nam hij deel aan een volledig seizoen van het ADAC Formule 4-kampioenschap bij het team BWR Motorsports. Hij behaalde zijn beste resultaat met een vierde plaats op de Red Bull Ring, maar zijn team moest twee raceweekenden missen, zodat Barnard slechts zeventiende in de eindstand werd met 17 punten.
In 2022 begon Barnard het seizoen in het Formule 4-kampioenschap van de Verenigde Arabische Emiraten, waarin hij uitkwam voor het nieuwe team PHM Racing. Al in het tweede weekend behaalde hij de eerste zege van zijn formulecarrière en de eerste zege van PHM aller tijden op het Yas Marina Circuit. In de rest van het seizoen kende hij veel betrouwbaarheidsproblemen en kwam hij niet meer op het podium terecht. Met 80 punten werd hij negende in het klassement. Vervolgens reed hij voor PHM een dubbel programma in zowel het Italiaanse als het ADAC Formule 4-kampioenschap. In Italië behaalde hij een podiumplaats op het Autodromo Vallelunga en werd hij achtste met 103 punten. In Duitsland behaalde hij in de eerste seizoenshelft twee podiumplaatsen op de Hockenheimring Baden-Württemberg, voordat hij in de tweede helft van het jaar vijf zeges behaalde: drie op de Nürburgring en twee op de Lausitzring. Met 266 punten werd hij achter Andrea Kimi Antonelli tweede in het kampioenschap.

### Formula Regional
In 2023 begon Barnard het seizoen in het Formula Regional Middle East Championship (FRMEC) bij PHM Racing. Hij behaalde twee overwinningen op het Kuwait Motor Town en stond hiernaast op het Dubai Autodrome nog vijf keer op het podium. Met 152 punten werd hij, achter Andrea Kimi Antonelli, tweede in het klassement.
In 2024 begon Barnard wederom het seizoen in het FRMEC bij PHM. Hij won vijf races: drie op Yas Marina en twee op Dubai. Met 176 punten werd hij, achter Tuukka Taponen, wederom tweede in de eindstand.

### Formule 3
In 2023 debuteerde Barnard in het FIA Formule 3-kampioenschap bij het team Jenzer Motorsport, dat normaal gesproken geen topteam is. Desondanks wist hij regelmatig in de top 10 te eindigen. In het weekend op het Circuit de Spa-Francorchamps werd hij tweede in de sprintrace, voordat hij in de hoofdrace, die in het teken stond van regen, zijn eerste overwinning in het kampioenschap behaalde. In de seizoensfinale op Monza behaalde hij een derde podiumplaats. Met 72 punten werd hij tiende in de eindstand.

### Formule 2
In 2024 stapte Barnard over naar de Formule 2, waarin hij voor PHM AIX Racing uitkwam. Hij won de sprintrace op het Circuit de Monaco en eindigde in de rest van het seizoen nog driemaal in de punten. Na acht raceweekenden verliet hij het kampioenschap om zich te concentreren op de Formule E. Met 18 punten eindigde hij op plaats 21 in het klassement.

### Formule E
In het seizoen 2023-2024 was Barnard de reservecoureur van het Formule E-team van McLaren. Tijdens de ePrix van Monte Carlo maakte hij zijn racedebuut als vervanger van Sam Bird, die bij een ongeluk in de vrije training zijn hand had gebroken. Ook in de ePrix van Berlijn trad hij op als vervanger van Bird en wist hierin tweemaal in de punten te eindigen.
In het seizoen 2024-2025 rijdt Barnard het volledige seizoen bij het Formule E-team van McLaren. Al in de seizoensopener, de ePrix van São Paulo, stond hij voor het eerst op het podium.